# Erigone (gênero)

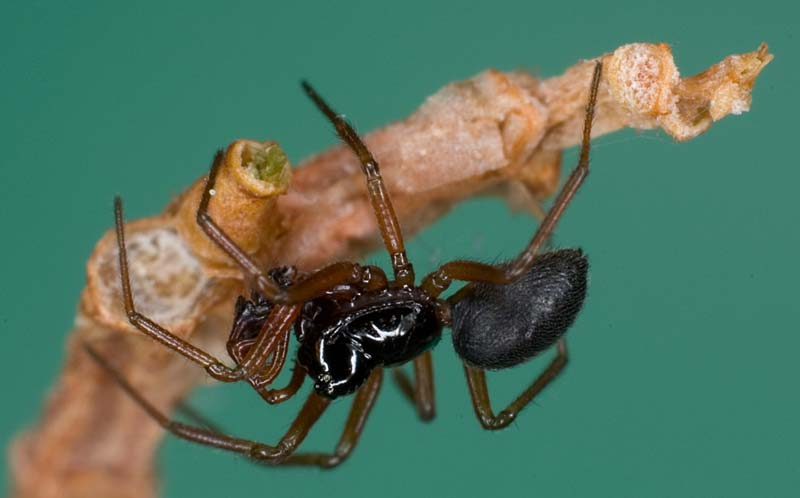
Erígone atra, macho adulto

Erigone é um gênero de aranhas da família Linyphiidae descrito em 1826.